# 南明烈
南明烈（韓語：남명렬，1959年5月14日—），韓國男演員。1978年從大田劇團發熱，1997年一路發光至忠武路的大銀幕，也常在戲劇作品中亮相。以縝密、現實的人物刻畫，成為韓國影劇界佔有重要地位的演員，2020年榮獲韓國文化藝術獎的總統表彰。

## 演出作品

### 電視劇／劇集

#### 2000年代
- 2007年：MBC《咖啡王子一號店》飾演 崔漢杰的生父
- 2007年：KBS 《Drama City—雙重賬簿殺人事件》
- 2008年：KBS《最强七迂》
- 2009年：MBC《令人垂涎之島》

#### 2010年代
- 2010年：KBS《成均館緋聞》飾演 金承憲
- 2013年：MBC《百年的遺產》飾演 李東奎
- 2013年：MBC《女王的教室》飾演 吳女士
- 2013年：SBS《主君的太陽》
- 2014年：SBS《Three Days》飾演 閔賢基
- 2014年：SBS《異鄉人醫生》飾演 崔秉哲
- 2014年：KBS《朝鮮槍手》飾演 玄岩
- 2014年：tvN《未生》飾演 張克萊的圍棋老師
- 2014年：SBS《摩登農夫》飾演 姜院長
- 2014年：tvN《詐欺遊戲》飾演 JVN電視台理事長
- 2014年：MBC《Mr. Back》飾演 具檢察官
- 2015年：KBS《Blood》飾演 鄭完秀
- 2015年：TV朝鮮／tvN《偉大的故事》
- 2015年：JTBC《為純情著迷》飾演 李鄭久
- 2015年：SBS《歸來的黃金福》飾演 恩實的父親
- 2015年：SBS《上流社會》飾演 崔英豪
- 2015年：SBS《龍八夷》飾演 李社長
- 2015年：SBS《Remember—兒子的戰爭》飾演 姜萬秀
- 2016年：Naver tvcast《疾風計劃》
- 2016年：MBC《家和萬事成》飾演 徐道亨
- 2016年：KBS《鄰家律師趙德浩》飾演 崔東旭
- 2016年：MBC《Monster》飾演 李俊植
- 2016年：MBC《購物王路易》飾演 車秀日
- 2017年：MBC《多樣的兒媳》飾演 黃孝實
- 2017年：tvN《犯罪心理》飾演 尹熙哲
- 2017年：MBC《逆流》飾演 金尚哲
- 2019年：MBC《The Banker》飾演 朴鎮浩

#### 2020年代
- 2020年：Netflix《我的全像情人》飾演 白南奎
- 2020年：tvN《機智醫生生活》飾演 楊台洋
- 2020年：tvN《花樣年華—生如夏花》飾演 韓仁浩
- 2020年：MBC《Cinematic Drama SF8》飾演 李智咸
- 2020年：MBC《謊言的謊言》飾演 池東里
- 2022年：MBC《醫法刑事》飾演 林泰文
- 2022年：Netflix《再婚上流》飾演 孫弼榮
- 2022年：SBS《千元律師》飾演 金允燮
- 2023年：JTBC《車貞淑醫生》飾演 朴教授
- 2023年：MBC《Numbers：大廈之林的監視者們》飾演 張仁鎬
- 2023年：ENA《幸福對決》飾演 姜奉碩
- 2023年：MBC《烈女朴氏契約結婚傳》飾演 朴賢
- 2023年：Netflix《造后者》飾演 黃主逸
- 2023年：Netflix《京城怪物》饰演 许先生
- 2023年：Disney+《篡位》飾演 朴司進
- 2025年：SBS《我們的巧克力瞬間》飾演 神秘老人
- 2025年：Netflix《吞金》飾演 瀋虹朗的外叔祖父

### 電影
- 1997年：《地上滿歌》
- 1997年：《1818專線》
- 1998年：《處女晚餐》
- 1999年：《生死諜變》
- 2004年：《靈異人形館》
- 2005年：《我有破壞自己的權利》
- 2006年：《壟斷者》
- 2008年：《西洋古董洋菓子店》
- 2009年：《Sex Volunteer》
- 2011年：《對不起，謝謝你》飾演 吳明哲
- 2011年：《熔爐》飾演 金正友教授
- 2012年：《妻人太甚》
- 2013年：《不死蝶》
- 2014年：《舉報者》
- 2014年：《歸途》飾演 牧師
- 2015年：《龍山之夜／용산나이트》
- 2015年：《長壽商會》
- 2015年：《膠片時代愛情》
- 2016年：《我的房子／우리집》（首部主演）
- 2017年：《金權性內幕》飾演 金民在
- 2017年：《記憶之夜》飾演 崔教授
- 2017年：《沉默的目擊者》飾演 律所代表
- 2018年：《妙探事務所》
- 2019年：《黑錢（朝鲜语：블랙머니 (영화)）》飾演 金娜利的父親
- 2021年：《限制来电》饰演 长湖纤维社长
- 2022年：《非常宣言》飾演 青瓦台安保室長
- 2022年：《空氣殺人》飾演 吳宗學教授
- 2023年：《交涉》飾演 總統
- 2023年：《2%》

## 外部連結
- 南明烈在NAVER上的资料
- 南明烈在Daum上的资料
- 南明烈在HanCinema的頁面（英文）